# معتقد (ترانه ایمجین درگنز)
«معتقد» تک‌آهنگی از ایمجین دراگنز است که در ۱ فوریه ۲۰۱۷ منتشر شد.
این تک‌آهنگ در چارت‌های، در رتبه اول و در چارت‌های کانادا، ایتالیا، لهستان، سوئیس، اتریش، جزو ده ترانه اول قرار گرفت.